# L'Amour en France
Pour le livre et les films documentaires, voir Daniel Karlin.
Singles de Alain Chamfort
Signe de vie, signe d'amour
(1972) Je pense à elle, elle pense à moi
(1973)
L'Amour en France est une chanson interprétée par Alain Chamfort paru en single en 1973.
Chanson écrite par Claude François, L'Amour en France, troisième single du chanteur sous nom de scène, sera un des tubes de l'été 1973 en se classant au hit-parade d'Europe 1 de juin à septembre 1973. Le single s'est écoulé à plus de 250 000 exemplaires.
Le titre et la face B du single, Adresse inconnue, retour à l'envoyeur, est orchestré par Jean-Claude Petit.

## Classements hebdomadaires

### Classements hebdomadaires
| Classement (1973)                                            | Meilleure place |
| ------------------------------------------------------------ | --------------- |
| Belgique (Wallonie Ultratop 50 Singles)                      | 6               |
| France (IFOP)                                                | 6               |
| Suisse (Schweizer Hitparade) classement de la Suisse romande | 7               |